# Sepp Bradl
Josef »Sepp« Bradl, avstrijski smučarski skakalec, * 8. januar, 1918, Wasserburg am Inn, Bavarska, Nemčija, † 3. marec 1982, Innsbruck, Avstrija.
Bradl je bil avstrijski smučarski skakalec, ki je 15. marca 1936 v Planici kot prvi v zgodovini preletel magično mejo 100 m. Skočil je 101,5 m. Na Svetovnem prvenstvu 1939 je v Zakopanih osvojil naslov svetovnega prvaka. Nastopil je na treh Zimskih olimpijskih igrah, v letih 1936, ko je bil devetnajsti, 1952, ko je bil diskvalificiran, in 1956, ko je bil dvanajsti.